# جک دیویس (ورزشکار)
جک دیویس (انگلیسی: Jack Davis؛ ۱۱ سپتامبر ۱۹۳۰ – ۲۰ ژوئیه ۲۰۱۲) ودونده دو با مانع اهل ایالات متحده آمریکا بود.